# Simulium garmsi
Simulium garmsi är en tvåvingeart som beskrevs av Crosskey 1969. Simulium garmsi ingår i släktet Simulium och familjen knott. Inga underarter finns listade i Catalogue of Life.